# Landkreis Sudauen

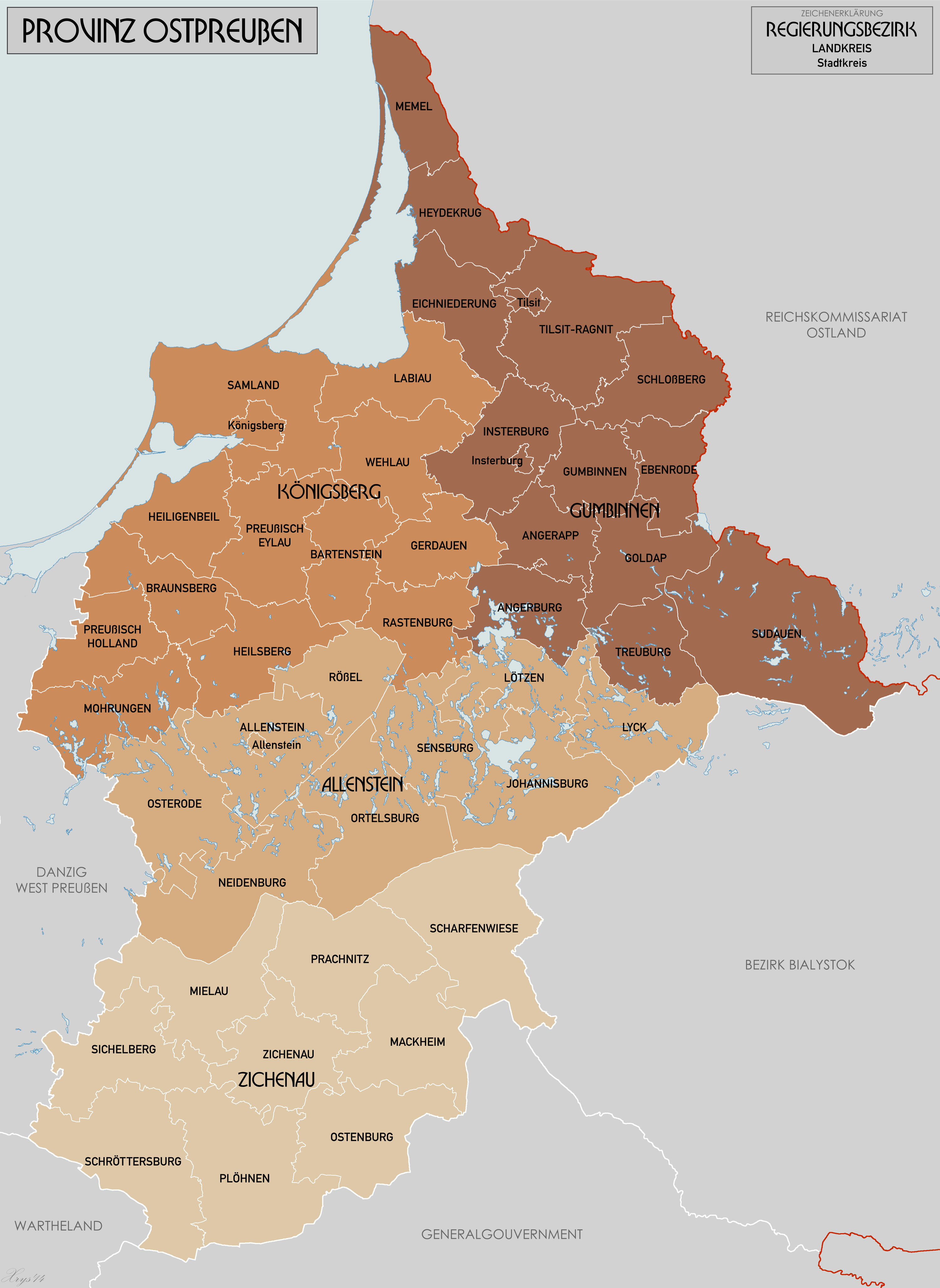
Verwaltungsgliederung der Provinz Ostpreußen bis 1945

Der unter deutscher Besatzung eingerichtete Landkreis Sudauen (früher Suwalki, auch: Suwalken) im Nordosten Polens bestand in der Zeit zwischen 1939 und 1944. Dieser überwiegend von Polen bewohnte Landkreis mit ca. 125.000 Einwohnern umfasste im Herbst 1944 vor der beginnenden sowjetischen Besetzung 18 Amtsbezirke mit der entsprechenden Anzahl von Städten (Sudauen und Sejny) und Gemeinden.

## Verwaltungsgeschichte
Das Gebiet des 1939 eingerichteten Landkreises Sudauen gehörte vor dem Ersten Weltkrieg zu Kongresspolen, das bis 1916 Bestandteil des Russischen Zarenreiches war.

### Polen
Die polnischen Landkreise Augustów und Suwałki gehörten bei Beginn des Zweiten Weltkrieges zu Polen und zwar zur Woiwodschaft Białystok.
Gegen Ende des deutschen Überfalls 1939 war entsprechend dem Hitler-Stalin-Pakt dieses Gebiet durch sowjetische Truppen besetzt worden. Da nach der endgültigen Demarkationslinie der sogenannte Suwalki-Zipfel deutsch werden sollte, wurde am 4. Oktober 1939 eine deutsch-sowjetische Übereinkunft über die Übergabe und Übernahme dieses Gebietes geschlossen. Danach besetzten Truppen der Wehrmacht in Absprache mit der Roten Armee vom 5. bis zum 7. Oktober 1939 das Gebiet bis zur Demarkationslinie.

### Deutsches Reich

Gebietsveränderungen Litauens 1939 und 1940

Am 26. Oktober 1939 wurden die Landkreise Augustów (nördlich der deutsch-sowjetischen Demarkationslinie in Polen) und Suwałki völkerrechtswidrig als Teil des neuen Regierungsbezirks Zichenau der Provinz Ostpreußen und damit dem Deutschen Reich angegliedert. Im Auftrag des Regierungspräsidenten in Zichenau wurden sie zunächst vom Regierungspräsidenten in Gumbinnen mitverwaltet, da ein räumlicher Zusammenhang zum übrigen Regierungsbezirk Zichenau nicht bestand.
Seit der endgültigen Neuregelung der deutschen Ostgrenze trat der aus den beiden (Teil-)Kreisen neugebildete Landkreis Suwalki am 20. November 1939 auch formell zum Regierungsbezirk Gumbinnen.
Das Landratsamt war in Suwalki.
Seit Dezember 1939 galt zunächst die lautlich angeglichene Namensform Suwalken, die sich aber in der Praxis nicht durchsetzen konnte. Am 21. Mai 1941 wurde der Landkreis endgültig in Sudauen umbenannt.
Zum 20. Oktober 1943 wurde die Südgrenze des Kreises zum deutsch verwalteten Bezirk Bialystok begradigt und auf die Nordseite des Augustow-Kanals zurückverlegt.
Im Herbst 1944/Frühjahr 1945 wurde das Kreisgebiet durch die Rote Armee besetzt und wurde danach wieder ein Teil Polens.

## Landräte

### Landkommissar
- 1939–9999: Walter Tubenthal (1900–1987) (vertretungsweise)

### Landräte
- 1939–9999: Walter Tubenthal (vertretungsweise)
- 1940–1943: Horst Schmidtsdorff
- 1943–1944: Karl von Buchka (1885–1960) (vertretungsweise)

## Kommunalverfassung
Nach der Eingliederung in das Deutsche Reich wurden alle Städte und Gemeinden in Amtsbezirken zusammengefasst und durch Amtskommissare verwaltet.

## Ortsnamen
Durch unveröffentlichten Erlass vom 29. Dezember 1939 galten vorläufig die bisher polnischen Ortsnamen weiter. Dabei hatte es bis Kriegsende sein Bewenden. Die Umbenennung aller Ortschaften war aber bereits vorbereitet, zum Beispiel sollten lauten:
- Filipów: Schönbill
- Garbas Drugi: Garbassen
- Giby: Gibben
- Huta: Hüttensee
- Jeleniewo: Jagenau
- Kadaryszki: Kadegen
- Krasnopol: Tietzenhaus
- Krasnowo: Krassimmen
- Kukow: Ukau
- Mieruniszki: Merunen
- Nowa Przerośl: Prerau
- Pawlowka-Stara: Paulsort
- Przerośl: Walddorf
- Raczki: Rauenort
- Sejny: Seinen
- Sejwy: Seidlar
- Wiżajny: Treusee
- Wolka: Wolden
- Zyrwiny: Serienen